# Parker Otto Ackley
Parker Otto Ackley (ur. 25 maja 1903, zm. 23 sierpnia 1989)) – amerykański rusznikarz, autor wielu pozycji poświęconych broni, amunicji i ręcznej elaboracji oraz jeden z prekursorów kalibrów wildcat. Rozpoczętą w 1936 roku pracę w zawodzie rusznikarza przerwała mu II wojna światowa. Po zakończeniu wojny współorganizował wydział rusznikarski na Trinidad State Junior College którym kierował w latach 1945 – 1951. Korzystając z laboratoriów uczelni, wykonał wielu pomiarów zależności ciśnienia gazów prochowych od wielkości i gęstości naważki prochu, niezwykle istotnych przy późniejszych pracach nad modyfikacjami powszechnie stosowanych kalibrów broni. W 1951 roku, otworzył własną rusznikarnię koło Trynidadu w stanie Kolorado i dość szybko został jednym z najlepiej rozpoznawalnych w USA wytwórcą broni nieseryjnej. Przez większość życia ściśle współpracował również z dwoma znanymi czasopismami Guns&Ammo i Shooting Times.

## Kalibry Ackley Improved

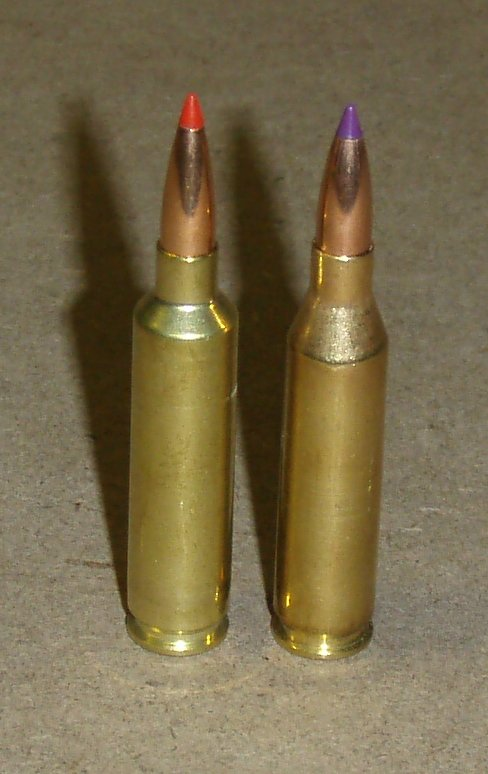
Nabój 243 Win Ackley Improved (po lewej) elaborowany na sformatowanej ogniowo łusce naboju 243 Win (po prawej)

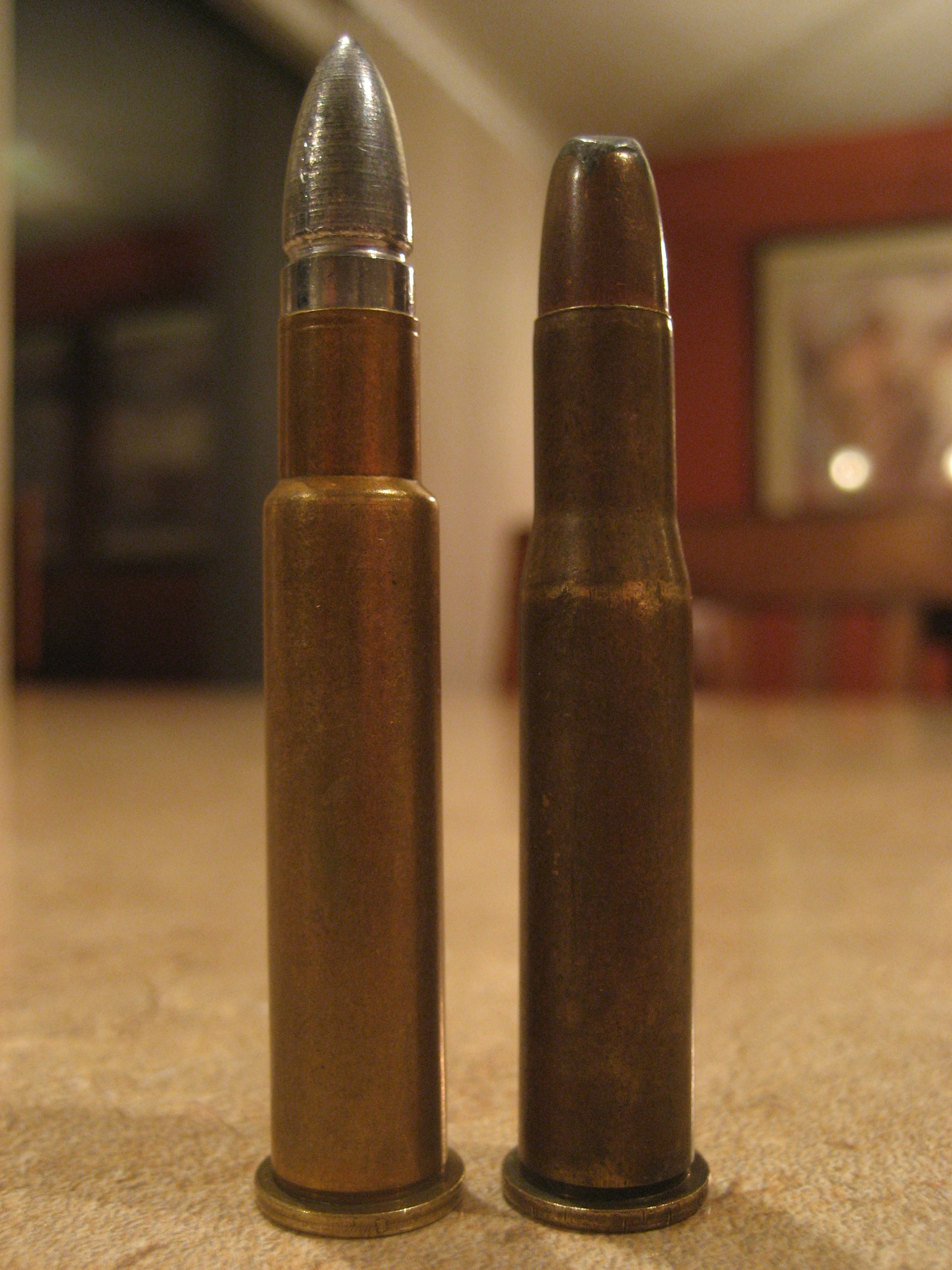
Nabój 30-30 Ackley Improved (po lewej) elaborowany na sformatowanej ogniowo łusce naboju 30-30 (po prawej)

Ackley znany jest przede wszystkim z licznych modyfikacji popularnych kalibrów. Doświadczenia prowadzone na Trinidad State Junior College jednoznacznie wskazywały na możliwość stosunkowo łatwego wzmocnienia dostępnej w handlu amunicji, pod warunkiem nieznacznego zwiększenia komory nabojowej broni i późniejszej samodzielnej elaboracji amunicji. Na podstawie wcześniejszych doświadczeń Ackley uznał, że najmniejszym kątem rozwarcia stożka komory prochowej dającej bezproblemowe przeładowanie jest 31" (31 minut) a największym stożka ramion gwarantującym płynny przepływ gazów prochowych jest 80O. Dodatkowo założył, że modyfikacja musi być tak zrobiona by bezpiecznym było strzelanie typową amunicją fabryczną. Stąd wszystkie kalibry Ackley Improved posiadają identyczny kąt pochylenia ścianek komory prochowej i ramion łuski, różnią się natomiast – w przypadku łusek z kryzą i łusek magnum – długością szyjki, w porównaniu z długością szyjki naboju fabrycznego. Headspace łusek z wtokiem mierzone jest do początku szyjki więc w takich przypadkach odległość ta musiała być zachowana. Natomiast headspace łusek z kryzą oraz łusek magnum mierzy się wyłącznie w części przydennej i dlatego możliwe było powiększenie komory prochowej łuski kosztem części jej szyjki. Tą samą metodą Ackley zmodyfikował szereg wildcatów, nadając im przy okazji nieformalny standard – nie rejestrował kalibrów w SAAMI lecz publikował ich wymiary we własnych książkach lub na łamach cenionych czasopism. Rodzina kalibrów Ackley Improved zyskała sporą popularność wśród użytkowników broni i nadal zwiększa się ich ilość, ma na to spory wpływ łatwa dostępność matryc do formatowania łusek – różni producenci oferują je obecnie w blisko 40 kalibrach AI. Identyczna modyfikacja stosowana jest również do wielu kalibrów wildcat przez innych rusznikarzy, nawet po śmierci Parkera Ackley (np. .338 MAI to wildcat bazujący na łusce 8x57 JS z szyjką poszerzoną do kalibru .338 i zmodyfikowaną według założeń Ackly, nazwa MAI pochodzi od pierwszych liter Mauser Ackley Improved). Niepodważalną zaletą jest zwiększona energia amunicji, pozwalająca zachować prędkość początkową pocisku naboju standardowego przy lufie krótszej o około 10 cm. Pewną wadą jest natomiast większe ryzyko zacięć przy przeładowywaniu gdyż mniejszy kąt stożka ścianek łuski jest bardziej wrażliwy na zanieczyszczenia – dlatego kalibry AI są zdecydowanie niezalecane do broni półautomatycznej.

## Inne Wildcaty
Ackley opracował również wiele innych wildcatów, z których zdecydowana większość nie miała mieć praktycznego zastosowania lecz służyła do badania potencjalnych możliwości amunicji i wytrzymałości broni, co świadomie podkreślał dając im humorystyczne nazwy. Do kalibrów zasługujących na szczególną uwagę należą:
- .17 Ultra Bomb – pierwszy w świecie nabój centralnego zapłonu w kalibrze .17" (4.5 mm)[7].
- .22 Eargesplitten Loudenboomer – opracowany na prośbę przyjaciela, Boba Hutton – redaktora Guns & Ammo, miał być pierwszym nabojem wyrzucającym pocisk z prędkością przekraczającą 1500 m/sek. Zadanie nie powiodło się do końca gdyż najmocniejsze zastosowane ładunki nadawały pociskowi 3.2 g umieszczonemu w łusce 378 Weatherby Magnum prędkość nieznacznie przekraczającą 1400 m/sek[3]. Dziś, z perspektywy czasu, można potwierdzić słuszność przyjętych wówczas założeń – przy zastosowaniu współczesnych ultra wolnych prochów nabój .22 Eargesplitten Loudenboomer rozpędza pocisk 3.6 g do prędkości bliskiej 1600 m/sek, i to ze stosunkowo krótkiej lufy 31" (79 cm).
- .17 Flintstone Super Eyebunger – nabój opracowany na prośbę australijskiego rusznikarza Billa Hambly-Clark, Jr. miał rozpędzić dowolny pocisk do prędkości 4500 fps (1 372 m/sek) zużywając do tego mniej niż 50 gr (3.24 g) prochu. Bazujący na łusce 22-250 AI z szyjką zwężoną do kalibru .17” przerósł oczekiwania konstruktora. Stosując bardzo długą lufę, 51" (1 321 mm), Bill Hambly-Clark uzyskał prędkość 4798 fps (1 462 m/sek)[8].